# أبراكلونيدين
ابراكلونيدين (بالإنجليزية: Apraclonidine)‏ ويعرف بالاسم االتجاري ايوبيدين (بالإنجليزية: Iopidine)‏ هو دواء يستخدم لعلاج الماء الأزرق في العين بسبب تلف العصب البصري.